# Tegostoma lepidalis
Tegostoma lepidalis là một loài bướm đêm trong họ Crambidae.